# Christoph Brüx
Christoph Brüx (Sonsbeck, Rin del Nord-Westfàlia, Alemanya, 13 de desembre de 1965) és un compositor, pianista, productor musical alemany. Ha treballat per a diversos artistes i grups musicals, entre els quals destaquen No Angels, Matthias Reim, Bro'Sis, The Underdog Project, Tina Turner, Brooklyn Bounce i així successivament. Viu i treballa a Hamburg, què s'ocupa també a més de la música de les arts visuals (pintura, escultura).

## Projectes (selecció)
Pintura i escultura
Bandes de música
- SMC Unity[1]

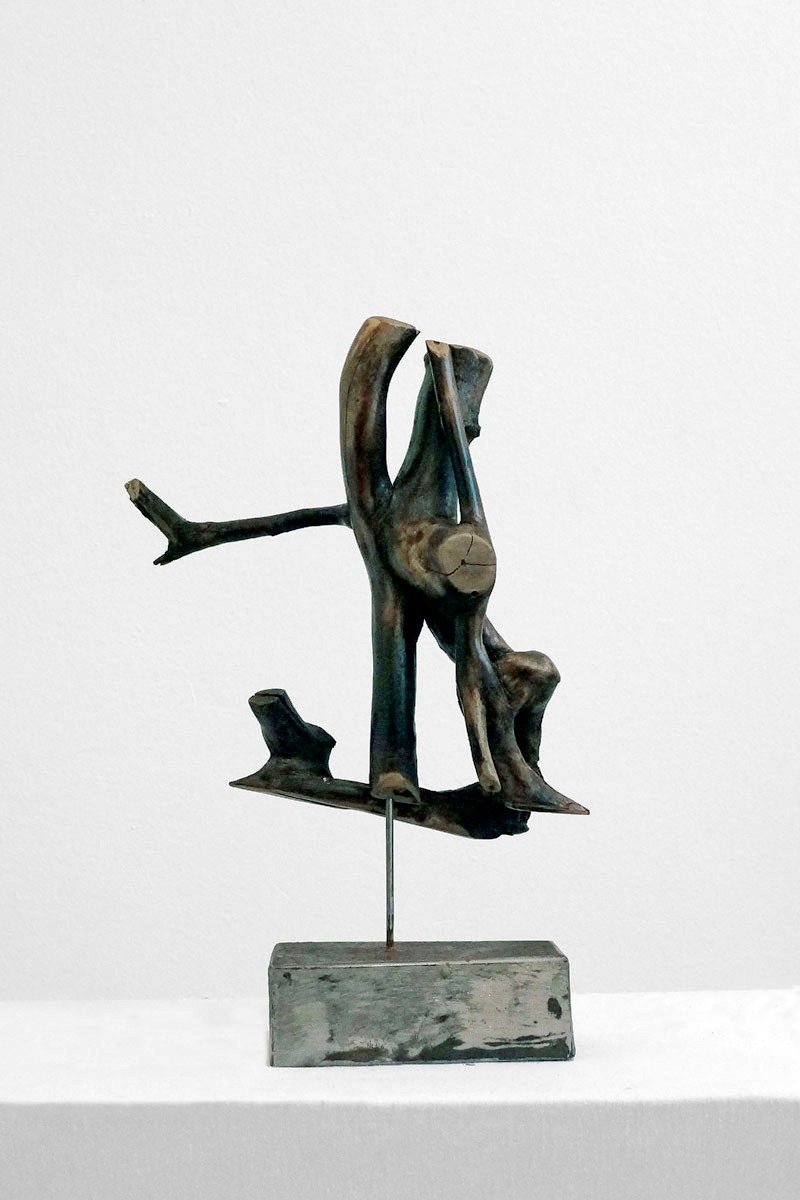
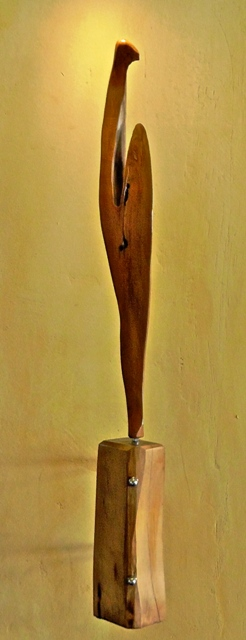
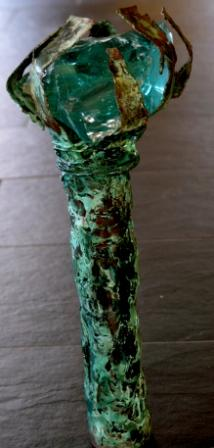
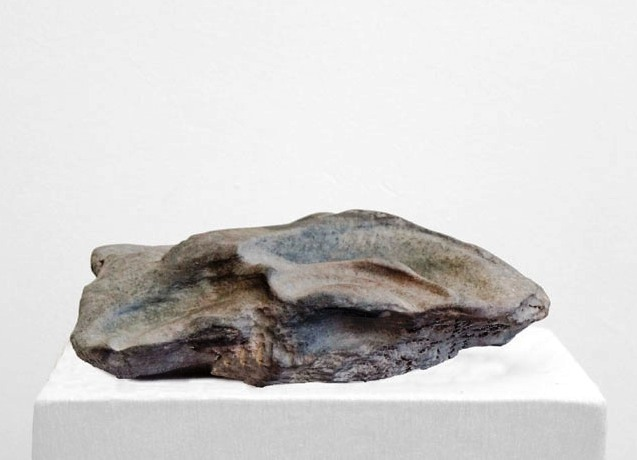
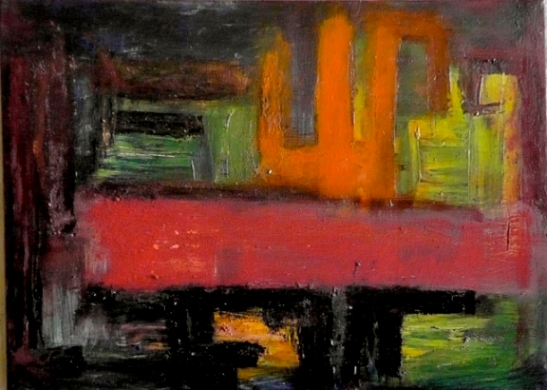
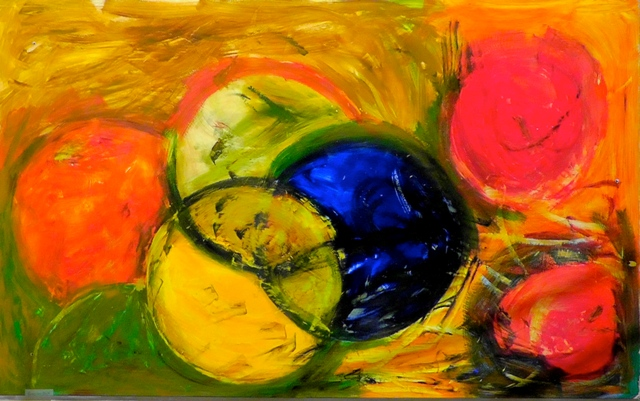
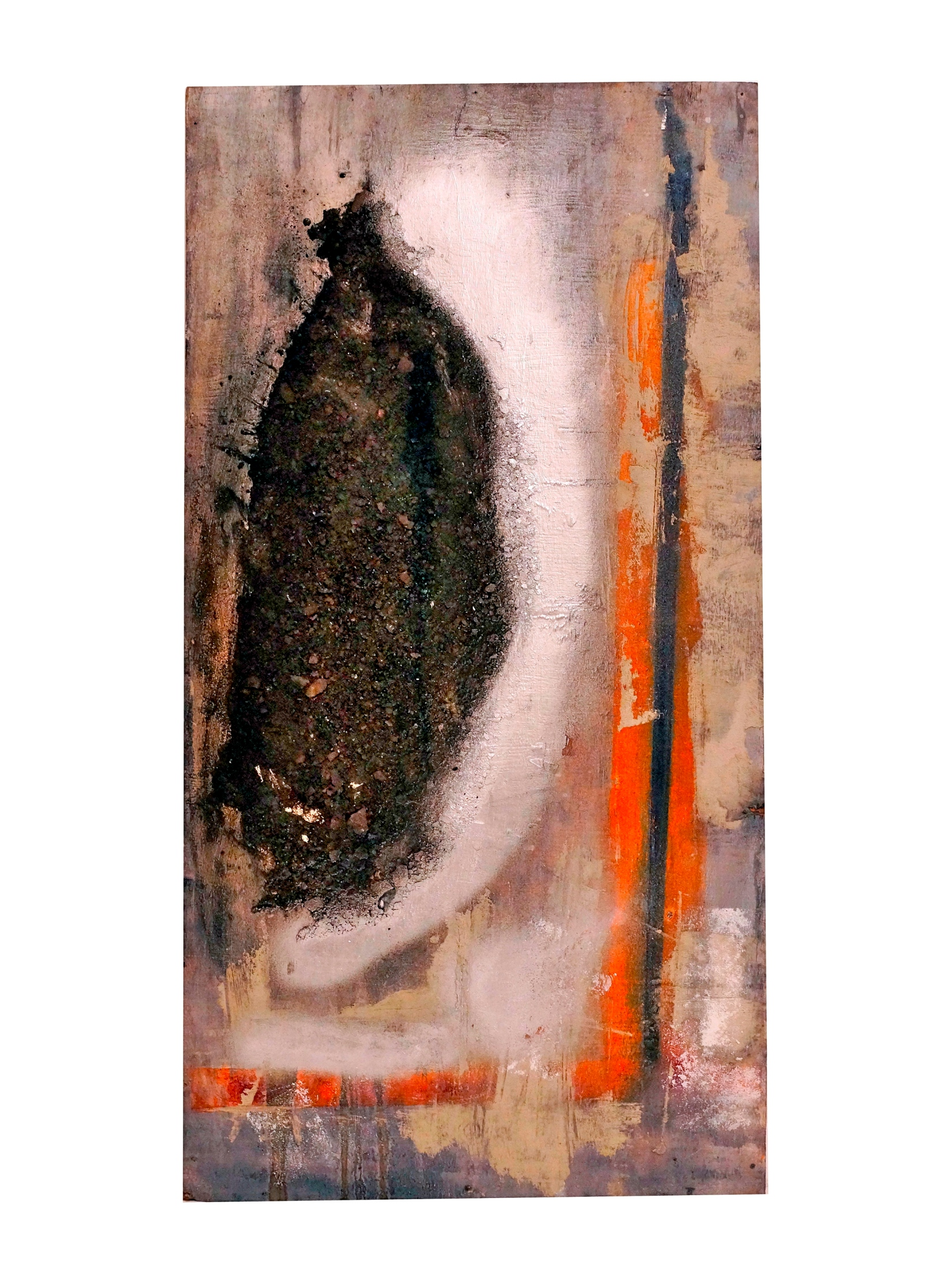

Membres: Sofie St. Claire, Matthias Menck, Christoph Brüx
- Dolphin Sound[2]

Membres: Christoph Brüx, Matthias Menck
Discografia (selecció)
| Rok  | Umělec                         | Název                                |
| ---- | ------------------------------ | ------------------------------------ |
| 1993 | SMC Unity                      | Move'n Groove                        |
| 1994 | SMC Unity                      | Make It Happen                       |
| 1995 | Matthias Reim                  | Tina geht tanzen (Antidrogues cançó) |
| 1995 | Matthias Reim                  | Ist das Liebe?                       |
| 1995 | Matthias Reim                  | Alles klar                           |
| 1996 | Dolphin Sound                  | The Circle                           |
| 1997 | Matthias Reim                  | Wenn du gehen willst, musst du gehen |
| 1997 | Matthias Reim                  | Das erste Mal                        |
| 1998 | Sweet Sour                     | Pick A Number                        |
| 2000 | The Underdog Project           | Summer jam                           |
| 2000 | The Underdog Project           | Tonight                              |
| 2001 | Double M.                      | Featuring Sophie* - Friday Nite      |
| 2001 | Brooklyn Bounce                | Born To Bounce (Music Is My Destiny) |
| 2002 | Bro'Sis                        | All I Wanna Know                     |
| 2002 | Bro'Sis                        | Let Me Know                          |
| 2002 | The Underdog Project           | I Can't Handle It (Alex K Mix)       |
| 2003 | The Underdog Project           | Winter Jam                           |
| 2003 | Vanessa S                      | Shining                              |
| 2003 | No Angels                      | Angel of Mine                        |
| 2004 | Novastar (2)                   | Summerjam                            |
| 2005 | 18auf12 feat. Gary Krosnoff    | Back to St. Pauli                    |
| 2006 | Tony Cook & The Trunk-O-Funk   | Cash Advance                         |
| 2007 | Alex Prinz u.a.                | Try to write a lovesong (Ambient)    |
| 2010 | 18auf12: 100 anys FC St. Pauli | One Hundred Beers (Un Cent Beers)    |

Filmografia
- Für die Familie (Per a la família) curtmetratge, Alemanya 2004
- Alina TV sèrie,[10] Alemanya 2005
- Alinas Traum (somni de Alina) Famílies pel·lícula, Alemanya 2005